# Выборы столицы зимних Олимпийских игр 2022 года
31 июля 2015 года в Куала-Лумпуре (Малайзия) МОК объявил столицу Олимпиады на своей очередной сессии. Ею стала столица Китая — Пекин.

## Календарь
3 октября 2012, МОК анонсировал календарь выборов столицы зимних Олимпийских игр 2022 года.
- 3 октября 2012 — Первая информация для НОК о заявках на проведение зимней Олимпиады 2022 года.
- 6 июня 2013 — МОК начинает приём заявок и публикует анкету города-заявителя на участие в выборах столицы игр.
- 14 ноября 2013 — Крайний срок для НОК с определением городов на участие в выборах.
- 4-6 декабря 2013 — Проведение семинара в Лозанне, Швейцарии, для городов подавших заявки на проведение игр.
- 7-23 февраля 2014 — Олимпийская программа за наблюдением по проведению зимних олимпийских игр.
- 14 марта 2014 — Представление файлов приложения к заявкам.
- 7 июля 2014 — Выбор городов-кандидатов исполнительным советом МОК.
- 7 февраля 2015 — Представление заявочных книг с подробными описаниями заявок.
- Февраль — март 2015 — Посещение и осмотр оценочной комиссией МОК всех городов претендентов.
- Май — июнь 2015 — Отчёт оценочной комиссии
- Май — июнь 2015 — Брифинг представителей городов кандидатов для членов МОК
- 31 июля 2015 — Выборы и оглашение страны хозяйки зимних игр на 128-й сессии МОК в малайзийском Куала-Лумпуре.

## Результаты голосования
| Кандидаты | Страна    | 1-й раунд |
| Пекин     | Китай     | 44        |
| Алматы    | Казахстан | 40        |

## Кандидаты
| Логотип заявки | Город              | Страна    | Национальный олимпийский комитет                      | Результат выборов |  |
| --- | ------------------ | --------- | ----------------------------------------------------- | ----------------- |  |
| | Алма-Ата           | Казахстан | Национальный олимпийский комитет Республики Казахстан | 40                |  |
| Первым городом, подавшим официальную заявку в МОК (середина августа 2013 г.), стала южная столица Казахстана Алма-Ата. В случае избрания это были бы первые Олимпийские игры, которые пройдут на территории постсоветского пространства (не учитывая страну-правопреемницу Россию, где в 2014 году проходили Олимпийские игры). |                    |           |                                                       |                   |  |
| | Чжанцзякоу и Пекин | Китай     | Олимпийский комитет Китайской Народной Республики     | 44                |  |
| Поступила совместная заявка от двух китайских городов Пекин и Чжанцзякоу. Китайская столица в результате оказалась первым в мире городом, где проходили и летние, и зимние игры. |                    |           |                                                       |                   |  |
| |                    |           |                                                       |                   |  |

## Снявшиеся кандидаты
- Стокгольм, Швеция. Шведская столица выдвинула свою кандидатуру[4]. Однако в начале 2014 года мэрия города приняла решение не проводить Игры в Швеции[5].
- Краков, Польша. Краков после референдума по вопросу проведения олимпийских игр, который был проведён 25 мая 2014 года, отменил свою заявку[6].
- Львов, Украина. Решение о снятии кандидатуры Львова было принято из-за текущей политической и экономической нестабильности в стране[7].
- Осло, Норвегия. Столица королевства была выдвинута в кандидаты и вошла в финальный список претендентов на проведение Игр, однако 1 октября 2014 года заявка была отозвана, причиной отзыва стала неготовность правительства Норвегии предоставить необходимые финансовые гарантии[8][9].

## Выбывшие кандидаты
- По результатам референдума швейцарцы отказались от подачи заявки[10][11].
- Столица испанской провинции Каталония Барселона решила в последний момент не выдвигать свою кандидатуру на право проведения игр[12].
- В результате референдума 10 ноября столица немецкой земли Бавария Мюнхен лишилась поддержки населения и выбыла из борьбы[13].

## Спортивные сооружения каждой из заявок

### Алма-Ата(с 4 по 20 февраля)

#### Олимпийский парк Алма-Аты
- Олимпийский ледовый центр Алма-Аты — фигурное катание, шорт-трек
- Кёрлинг-Арена — кёрлинг
- Олимпийская деревня Алма-Аты

#### Городская зона
- Орталык — хоккей с шайбой (финальные матчи)
- Ледовый дворец Алма-Аты — хоккей с шайбой (I)
- Дворец спорта и культуры имени Балуана Шолака — хоккей с шайбой (II)
- Международный комплекс лыжных трамплинов «Сункар» — лыжное двоеборье, прыжки на лыжах с трамплина
- Санно-бобслейная трасса «Сункар» — бобслей, санный спорт, скелетон

#### Горная зона: Ак-Булак,Медео,Табаган,Кок-Жайлау
- Олимпийский центр лыжных гонок и биатлона «Ак-Булак» — лыжные гонки, биатлон
- Ак-Булак — фристайл (хафпайп), сноуборд (хафпайп)
- Медео — церемонии открытия и закрытия, конькобежный спорт
- Шымбулак — горнолыжный спорт
- Табаган — фристайл (акробатика, могул)
- Кок-Жайлау— фристайл (слоупстайл, ски-кросс), сноуборд (слоупстайл, сноуборд-кросс, параллельные дисциплины)

### Пекин(с 21 января по 6 февраля)

#### Пекин
- Национальный стадион (Пекин) — церемонии открытия и закрытия
- Государственный дворец спорта Пекина — фигурное катание, шорт-трек
- Укэсон — хоккей с шайбой
- Столичный дворец спорта — хоккей с шайбой
- Пекинский национальный плавательный комплекс — кёрлинг
- Национальный конькобежный стадион — скоростной бег на коньках

#### Яньцин
- Горнолыжное поле Сяохайто — горнолыжный спорт
- Санно-бобслейный центр Сяохайто — бобслей, санный спорт, скелетон

#### Чжанцзякоу
- Лыжный центр Гуяншу — лыжные гонки, лыжное двоеборье
- Центр прыжков с трамплина Гуяншу — прыжки с трамплина, лыжное двоеборье
- Биатлонный стадион Хуалиньдун — биатлон
- Геньтин — фристайл (хафпайп), сноуборд (хафпайп)
- Тайву — фристайл (слоупстайл, ски-кросс), сноуборд (слоупстайл, сноуборд-кросс)
- Ваньлун — фристайл (акробатика, могул), сноуборд (параллельные дисциплины)

## Оценка городов-претендентов
После анализа городов, МОК дал средневзвешенную оценку для каждого города на основании баллов, полученных в каждом из четырнадцати пунктов анкеты. Границей положительных и отрицательных оценок была установлена планка в 6 баллов. В случае, если оценка тендерной заявки была выше шести, город считался готовым к проведению игр, в противном случае, его шансы были очень малы.
| Критерии                                                 | Алматы    | Алматы    | Пекин | Пекин |
| Критерии                                                 | Казахстан | Казахстан | Китай | Китай |
| Критерии                                                 | Min       | Max       | Min   | Max   |
| -------------------------------------------------------- | --------- | --------- | ----- | ----- |
| Концепция игр и спортивные объекты                       | 6.0       | 8.5       | 5.5   | 7.5   |
| Олимпийская деревня                                      | 4.5       | 8.0       | 6.5   | 8.0   |
| Международный телевизионный и пресс центр                | 5.5       | 8.0       | 7.0   | 8.5   |
| Опыт прошедших спортивных событий                        | 4.5       | 7.0       | 6.5   | 8.0   |
| Окружающая среда и погодные условия                      | 5.0       | 6.0       | 5.0   | 7.0   |
| Проживание                                               | 5.0       | 6.5       | 7.0   | 8.5   |
| Транспорт                                                | 6.0       | 8.0       | 5.0   | 7.5   |
| Допинг контроль                                          | 6.0       | 7.0       | 7.0   | 8.0   |
| Безопасность и охрана                                    | 5.0       | 7.0       | 8.0   | 9.0   |
| Телекоммуникации                                         | 5.0       | 7.0       | 7.0   | 9.0   |
| Энергия                                                  | 4.0       | 6.0       | 6.0   | 8.5   |
| Правовые аспекты, таможенные и миграционные формальности | 6.0       | 8.0       | 7.0   | 9.0   |
| Государственная и общественная поддержка                 | 6.5       | 8.0       | 8.0   | 9.0   |
| Финансы и маркетинг                                      | 5.0       | 6.5       | 7.5   | 9.0   |

## Несостоявшиеся кандидаты
Свои желания принять Игры на ранней стадии высказывали следующие города и страны:
| Азия |
| --- |
| Харбин, КНР |
| Европа |
| Тахковуори/Куопио/Хельсинки, Финляндия Тулуза, Франция Брашов, Румыния Сараево, Босния и Герцеговина Барселона, Испания Сарагоса, Испания Эстерсунд, Швеция Граубюнден (Санкт-Мориц/Давос), Швейцария Ницца, Франция Мюнхен, Германия Тироль/Южный Тироль/Тренто , Австрия/Италия |
| Америка |
| Денвер, США Бозмен, США Рино, США Солт-Лейк-Сити, США Квебек, Канада Сантьяго, Чили |
| Океания |
| Куинстаун/Крайстчерч, Новая Зеландия |